# Saint-Hilaire-de-la-Côte
Saint-Hilaire-de-la-Côte település Franciaországban, Isère megyében. Lakosainak száma 1598 fő (2022. január 1.). Saint-Hilaire-de-la-Côte Brézins, La Frette, Gillonnay, Longechenal, Mottier és Saint-Étienne-de-Saint-Geoirs községekkel határos.

## Népesség
A település népessége az elmúlt években az alábbi módon változott:
| Lakosok száma | 564  | 802  | 1001 | 1317 | 1416 | 1431 | 1504 | 1558 | 1575 | 1598 |
|               | 1968 | 1982 | 1990 | 2006 | 2013 | 2015 | 2017 | 2019 | 2020 | 2022 |